# Ronnie Milsap
Ronnie Lee Milsap (Robbinsville, 16 januari 1943) is een Amerikaanse pop- en countryzanger, die met 40 nummer 1-hits in de countrycharts een van de succesvolste cross-over-artiesten was tijdens de jaren 1970 en 1980.

## Carrière
De door een glaucoom blind geboren Milsap werd na de vroege scheiding van zijn ouders opgevoed door zijn vader en grootouders. Reeds als kind werd zijn muzikaal talent opgemerkt en kreeg hij een opleiding in klassieke muziek. Zijn feitelijke interessegebied was echter de countrymuziek en later de rock-'n-roll. Nog tijdens zijn schoolperiode formeerde hij zijn eerste band. Dankzij goede rapporten kreeg hij een collegebeurs, maar deed daar afstand van ten gunste van een carrière als muzikant.
Milsaps instap in het muziekcircuit lukte als lid van de band van J.J. Cale. Weinig later formeerde hij zijn eigen band, die een mengeling speelde uit country en blues en die eind jaren 1960 een kleinere hit hadden met Never Had It So Good. In 1969 verhuisde hij met zijn band naar Memphis, waar hij ging werken als studiomuzikant. Hij werkte onder andere mee bij opnamen van Elvis Presley. Bovendien had hij regelmatige optredens in een plaatselijke club. In 1970 kon hij zich plaatsen in de pophitlijst met Loving You Is a Natural Thing.
In 1973 verhuisde Milsap naar Nashville, het centrum van de countrymuziek. Daar werd hij opgevangen door manager Jack D. Johnson van Charley Pride. Nog in hetzelfde jaar kreeg hij een platencontract bij RCA Records. Al zijn eerste single I Hate You bereikte de top 10 van de countryhitlijst. Het daaropvolgende jaar lukten hem drie opeenvolgende nummer 1-hits.
Het was die periode, waarin de countrymuziek werd beheerst door mainstream en popklanken en dus kwam Milsaps bevallige muziek goed aan bij het brede publiek. Hij maakte een nagenoeg ongekende reeks van in totaal 40 nummer 1-hits, waarvan enkele ook de pophitlijst bereikten. Van zijn albums kregen er vijf de goudstatus en hij won onder andere zes Grammy Awards als beste countryzanger en hij werd CMA Entertainer of the Year.
In 1988 moest Milsap een stemband-operatie ondergaan, die echter zonder complicaties verliep. Zijn verkoopcijfers verminderden drastisch. In de countrymuziek voerden inmiddels de neo-traditionalisten de boventoon. Milsap oriënteerde zich steeds meer in de richting popmuziek en zijn arrangementen werden omvangrijker. In 1990 werden zijn beide Greatest Hits-albums onderscheiden met platina. Na enkele flops wisselde hij in 1992 naar Liberty Records, maar ook hier kon hij geen potten meer breken.
Milsap is verder als live-artiest op tournee. Sinds 2014 is hij lid van de Country Music Hall of Fame, die in het daaropvolgende jaar de tentoonstelling Ronnie Milsap: A Legend in My Time opende. Ook in 2014 verscheen met de Albums Collection van RCA Records een uitgebreide, 21 cd sterke collectie van zijn albums.

## Onderscheidingen
- 1974: CMA Awards – Male Vocalist of the Year
- 1975: CMA Awards – Album of the Year A Legend In My Time
- 1976: CMA Awards – Male Vocalist Of The Year
- 1977: CMA Awards – Entertainer of the Year
- 1977: CMA Awards – Male Vocalist of the Year
- 1977: CMA Awards – Album of the Year Ronnie Milsap Live
- 1977: Grammy Awards – Best Country Male Vocal Performance
- 1978: CMA Awards – Album of the Year It Was Almost Like a Song
- 1982: Academy of Country Music – Male Vocalist of the Year
- 1982: Grammy Awards – Best Country Male Vocal Performance
- 1985: Academy of Country Music – Song of the Year In the Still of the Night
- 1986: CMA Awards – Album of the Year Lost in the Fifties
- 1986: Grammy Awards – Best Country Male Vocal Performance
- 1987: Grammy Awards – Best Country Male Vocal Performance
- 1988: Grammy Awards – Best Country Male Vocal Performance

## Discografie

### Singles
- 1973:	(All Together Now) Let's Fall Apart
- 1973:	I Hate You
- 1973:	That Girl Who Waits on Tables
- 1974:	Pure Love
- 1974:	Please Don't Tell Me How the Story Ends
- 1974:	(I'd Be) A Legend in My Time
- 1975:	Too Late to Worry, Too Blue to Cry
- 1975:	Daydreams About Night Things
- 1975:	Just in Case
- 1976:	What Goes On When the Sun Goes Down
- 1976:	(I'm a) Stand by My Woman Man
- 1976:	Let My Love Be Your Pillow
- 1977:	It Was Almost Like a Song
- 1977:	What a Difference You've Made in My Life
- 1978:	Only One Love in My Life
- 1978:	Let's Take the Long Way Around the World
- 1979:	Back on My Mind Again
- 1979:	Santa Barbara
- 1979:	Nobody Likes Sad Songs
- 1979:	In No Time At All
- 1980:	Why Don't You Spend the Night
- 1980:	My Heart
- 1980:	Silent Night (After the Fight)
- 1980:	Misery Loves Company
- 1980:	Cowboys and Clowns
- 1980:	Smoky Mountain Rain
- 1981:	Am I Losing You
- 1981:	(There's) No Gettin' Over Me
- 1981:	I Wouldn't Have Missed It for the World
- 1982:	Any Day Now
- 1982:	He Got You

### (vervolg)
- 1982:	Inside
- 1982:	Carolina Dreams
- 1983:	Stranger in My House
- 1983:	Don't You Know How Much I Love You
- 1983:	Show Her
- 1984:	Still Losing You
- 1984:	Prisoner of the Highway
- 1984:	She Loves My Car
- 1985:	She Keeps the Home Fires Burning
- 1985:	Lost in the Fifties Tonight (In the Still of the Night)
- 1986:	Happy, Happy Birthday Baby
- 1986:	In Love
- 1986:	How Do I Turn You On
- 1987:	Snap Your Fingers
- 1987:	Make No Mistake, She's Mine (Kenny Rogers)
- 1987:	Where Do the Nights Go
- 1988:	Old Folks (met Mike Reid)
- 1988:	Button Off My Shirt
- 1989:	Don't You Ever Get Tired (Of Hurting Me)
- 1989:	Houston Solution
- 1989:	A Woman in Love
- 1990:	Stranger Things Have Happened
- 1991:	Are You Lovin' Me Like I'm Lovin' You
- 1991:	Since I Don't Have You
- 1991:	Turn That Radio On
- 1992:	All Is Fair in Love and War
- 1992:	L.A. to the Moon
- 1993:	True Believer
- 2000:	Time, Love and Money
- 2006:	Local Girls
- 2006:	You Don't Know My Love

### Albums
- 1971: Ronnie Milsap
- 1973: Where My Heart Is
- 1974: Pure Love
- 1975: A Rose by Any Other Name
- 1975: A Legend in My Time
- 1975: Night Things
- 1976: 20-20 Vision
- 1976: Ronnie Milsap Live
- 1976: Kentucky Woman
- 1977: It Was Almost Like a Song
- 1978: Only One Love in My Life
- 1979: Images
- 1980: Milsap Magic
- 1980: Where My Heart Is
- 1981: Pure Love
- 1981: Out Where the Bright Lights Are Glowing
- 1981: There’s No Gettin’ Over Me
- 1982: Inside Ronnie Milsap
- 1983: Keyed Up
- 1984: One More Try for Love
- 1986: Lost in the Fifties Tonight
- 1986: Christmas with Ronnie Milsap
- 1987: Heart and Soul
- 1989: Stranger Things Have Happened
- 1991: Back to the Grindstone
- 1993: True Believer
- 1997: Only One Love
- 1999: Bransons City Limits
- 2000: Wish You Were Here
- 2004: Just for a Thrill
- 2006: My Life
- 2019: Ronnie Milsap: The Duets

- Bibliothèque nationale de France: cb13897538k (data)
- Gemeinsame Normdatei: 119001292
- International Standard Name Identifier: 0000 0000 7839 7619
- Library of Congress Control Number: n87109740
- MusicBrainz: f5d7d748-256e-4875-a065-78cf2f1e3d39
- Nationale Bibliotheek van Tsjechië: xx0044517
- Nationale bibliotheek van Australië: 36017687
- Nationale Bibliotheek van Israël: 987007330030205171
- Nederlandse Thesaurus van Auteursnamen: 073499153
- SNAC: w6tc398h
- Trove: 1187675
- Virtual International Authority File: 85582000
- WorldCat: E39PBJcWwqf9qgCGGkG93Y7mBP